# 盔樸麗魚
盔樸麗魚，為輻鰭魚綱鱸形目隆頭魚亞目慈鯛科的其中一種，被IUCN列為極危保育類動物，分布於非洲維多利亞湖流域，棲息深度2-10公尺，體長可達9.8公分，棲息在底中層水域，生活習性不明。

## 擴展閱讀
維基物種上的相關：盔樸麗魚